# 薩米·考威爾
薩米·考威爾（羅馬化：Sammy Cowell，1991年10月8日—），本名為查妮查·考威爾（羅馬化：Chanicha Cowell），小名Sammy，出生於泰國曼谷，2007年泰國超模大賽冠軍，為泰國著名女演員及模特。代表作有《情歌響徹》、《條紋亮片2015》、《愛的綑綁2019》等。

## 生平

### 出生
Sammy於1991年10月8日出生於曼谷的拍耶泰第二醫院，為英泰混血。父親為英國人，有一個同父異母的姊姊。

### 早期生活
Sammy早期與父母同住於勝利紀念碑附近的公寓，後於曼谷披耶泰縣就讀幼兒園。小學時全家搬至春武里府的是拉差，隨後便跟隨父親舉家遷移至西班牙居住兩年，回國後轉學至Darasamuth School完成初中學業。高中於Sri Ayudhya School主修法文，畢業後考上藍康恆大學的工商管理學院。

### 名字
Sammy的暱稱由來，源自於父親本名「Samuel」中的Sam一詞，姊姊隨後在名字末尾加了「Mi」這個詞，兩者合體後變成了Sammy的小名。
出生時名為潘蒂塔·普薇詹·考威爾（羅馬化：Panthita Puwijarn Cowell），後改名為朵爾查·普薇詹·考威爾（羅馬化：Dollacha Puwijarn Cowell），現用本名為查妮查·考威爾（羅馬化：Chanicha Cowell）。出道後使用薩米·考威爾（羅馬化：Sammy Cowell）在演藝圈活動。

## 演藝經歷
Sammy透過拍攝護膚霜廣告進入演藝圈。2007年，16歲的她參與了泰國超模大賽，並在該競賽中榮獲冠軍及特殊獎"Select Supermodel"的殊榮。
2008年Sammy與泰國第7電視台簽約，接著主演她的首部戲劇《KuKik Prik Gub Gleur》，在劇中飾演Tonaor一角。同年在長篇電視劇《紳士的惡魔》中首度挑戰反派角色Deunmesa。

## 影視作品

### 電視劇
| 首播年份 | 戲名                                                | 戲名          | 播放平台 | 角色                              | 備註 |
| 首播年份 | 譯名                                                | 原文名        | 播放平台 | 角色                              | 備註 |
| 2008年   | 《KuKik Prik Gub Gleur》                            |               | Ch7HD    | Tonaor                            | 主演 |
| 2008年   | 《紳士的惡魔》                                      |               | Ch7HD    | Deunmesa （May）                  | 配角 |
| 2008年   | 《太陽和天空的背面》                                |               | Ch7HD    | Sailom                            | 配角 |
| 2009年   | 《食屍鬼》                                          |               | Ch7HD    | Princess Man Kaew（前世）         | 主演 |
| 2009年   | 《食屍鬼》                                          | Palin（現代） | Ch7HD    |                                   | 主演 |
| 2009年   | 《尖叫小姐》                                        |               | Ch7HD    | Yosita                            | 配角 |
| 2010年   | 《落日餘暉2010》                                    |               | Ch7HD    | Prommit Dechabodin                | 配角 |
| 2010年   | 《創造天堂》                                        |               | Ch7HD    | Dararai （Dao）                   | 配角 |
| 2011年   | 《花漾階梯》                                        |               | Ch7HD    | Meekrob （Mee）                   | 主演 |
| 2011年   | 《殺手法則》                                        |               | Ch7HD    | Nott                              | 配角 |
| 2012年   | 《我愛你呦》                                        |               | Ch7HD    | Praewpailin                       | 配角 |
| 2012年   | 《卡里椰模特》                                      |               | Ch7HD    | Laura                             | 主演 |
| 2012年   | 《卡里椰模特》                                      | E-lanoi       | Ch7HD    |                                   | 主演 |
| 2012年   | 《如陽似丘》                                        |               | Ch7HD    | Nan Pat / Pat Ricci               | 配角 |
| 2013年   | 《十億之愛》                                        |               | Ch7HD    | Fahsai                            | 主演 |
| 2013年   | 《回火》                                            |               | Ch7HD    | Bupha                             | 配角 |
| 2013年   | 《天沙》                                            |               | Ch7HD    | Chalida                           | 配角 |
| 2013年   | 《女保鑣2013》                                      |               | Ch7HD    | Praeploy Punnari （Prae）         | 主演 |
| 2014年   | 《情歌響徹》                                        |               | Ch7HD    | Wanlapa                           | 主演 |
| 2015年   | 《條紋亮片2015》                                    |               | Ch7HD    | Palai                             | 主演 |
| 2016年   | 《燃燒的愛火之火焰遊戲》                            |               | Ch7HD    | Piraya （Pin）                    | 主演 |
| 2016年   | 《燃燒的愛火之海火》                                |               | Ch7HD    | Piraya （Pin）                    | 客串 |
| 2017年   | 《愛的使命之親愛的皇家海軍》                        |               | Ch7HD    | Praewpun （Preaw）                | 主演 |
| 2017年   | 《愛的使命之在天空中尋找愛的坐標》                  |               | Ch7HD    | Praewpun                          | 客串 |
| 2018年   | 《迷戀島》                                          |               | Ch7HD    | Nuan / Poomwaree                  | 主演 |
| 2018年   | 《瑪雅親情》                                        |               | Ch7HD    | Plengpin                          | 主演 |
| 2019年   | 《愛的綑綁2019》                                    |               | Ch7HD    | Pimchanok （Pim）                 | 主演 |
| 2019年   | 《紳士的成長2019》                                  |               | Ch7HD    | Pakawadee Worakitpaisan （Nudee） | 主演 |
| 2021年   | 《逐浪之愛》                                        |               | Ch7HD    | Moya                              | 主演 |
| 2021年   | 《迷火》                                            |               | Ch7HD    | Rinlada （Rin）                   | 主演 |
| 2021年   | 《Club Friday The Series 13: 愛季慶典之不幸的生日》 |               | One 31   | Meena （Meen）                    | 主演 |
| 2022年   | 《彩虹2022》                                        |               | One 31   | Maythinee                         | 主演 |

### 電影
| 年度   | 上映日期               | 片名           | 角色                     |
| 2017年 | 2017年12月11日（泰國） | 《在雨中的愛》 | Som                      |
| 2020年 | 2020年10月13日（泰國） | 《乘風破浪》   | Pranee Cheevakul （Bew） |
| 2021年 | 2021年11月11日（泰國） | 《暗黑世界》   | Fear                     |

## 獎項
| 年份   | 組織 /頒獎典禮        | 獎項 |
| 2007年 | Thai Super Model 2007 | 后冠 |

## 外部連結
- 薩米·考威爾的Instagram帳戶（泰文）
- 薩米·考威爾的X（前Twitter）（泰文）